# 제3부두 고슴도치
《제3부두 고슴도치》는 1977년 공개된 대한민국의 영화이다.

## 배역
- 이대근
- 신성일
- 박원숙
- 이인옥
- 최병철
- 이강조
- 최무웅
- 이해룡
- 최성규
- 임해림
- 박동룡
- 최재호
- 조춘
- 심상현
- 황건